# Musca autumnalis
Musca autumnalis (alte denumiri tradiționale: musca de ochi sau musca de casă autumnală) este un parazit al bovinelor și cabalinelor.

## Descriere
Această specie se aseamănă cu musca de casă. Este puțin mai mare, cu o lungime medie de 7-8 mm, de culoare gri, cu patru linii negre lungi pe torace și cu un abdomen gri.